# 東京都立大泉学園高等学校
東京都立大泉学園高等学校（とうきょうとりつ おおいずみがくえんこうとうがっこう）は、かつて東京都練馬区大泉学園町にあった東京都立高等学校。

## 概要
2005年3月まで存在した全日制普通科（後に全日制単位制普通科コース制に移行）の都立高校。
現在は旧大泉北高校と共に旧大泉北高校の校地に設立された全日制単位制普通科コース制高校である大泉桜高校に統合され、学籍簿管理を始めとした事務は大泉桜高校で行われている。

## 沿革
- 1979年(昭和54年)11月　（仮称）大泉学園高等学校として足立新田高校内に開設事務所を設置。
- 1979年(昭和54年)12月　東京都立学校設置条例により設置認可される。
- 1980年(昭和55年)1月　 開設事務所を永福高校内に移転。
- 1980年(昭和55年)4月　 第1回入学式。昭和55年度は永福高校内の一部を使用する。
- 1981年(昭和56年)4月　 練馬区大泉学園町600番地に本校舎が完成し移転。昭和56年度は新設の田柄高校が本校の校舎の一部を使用。
- 1981年(昭和56年)9月　 体育館・格技棟・プール竣工。
- 1981年(昭和56年)10月　第1回学園祭開催。
- 1981年(昭和56年)11月　第1回修学旅行実施。
- 1981年(昭和56年)12月　校庭・テニスコート完成。
- 1982年(昭和57年)3月　 校歌制定。（作詞：小田切清光・作曲：安達元彦）
- 1982年(昭和57年)6月　 開校記念式典挙行。
- 1982年(昭和57年)9月　 第1回体育大会開催。
- 1982年(昭和57年)12月　練馬区大泉地区の住居表示実施に伴い所在地の表示が大泉学園町9-1-1となる。
- 1983年(昭和58年)3月　 第1回卒業式挙行。
- 1989年(平成元年)11月　開校10周年記念式典挙行。
- 2005年(平成17年)3月　第22回卒業式（最後の卒業式）及び閉校記念式典挙行。

## 著名な卒業生
- 柳家わさび - 落語家（1999年卒）
- 今泉健一郎 - ゲームプロデューサー (1985年卒)